# 크시팍티누스
크시팍티누스(Xiphactinus)는 중생대 백악기 전기, 오늘날 북아메리카 대륙에 살던 어류의 일종이다. 전체 몸 길이는 약3m~6m, 체중은 500kg 정도였을 것으로 추정된다. 오늘날의 다랑어와 덩치가 비슷하고, 몸 전체는 딱딱한 피부로 둘러싸여 있다. 턱 부분은 짧은 편이고, 구강에 무수히 많은 날카로운 이빨이 있다. 최대 시속 60km로 헤엄칠 수 있었을 것으로 추측된다. 학명은 "칼 광선(영어: sword-ray)"이라는 뜻을 갖고 있다. 2m가 넘는 물고기가 위 내용물로 그대로 남아 있는 화석도 발견되었다. 이것은 크시팍티누스가 큰 물고기를 통째로 삼켜 먹는 습성이 있었다는 것을 추정할 수 있는 근거가 된다. 그러나 다른 바다고생물보다 작았고 또 크기도 3m 가까이 있기 때문에 대형 모사사우루스나 크로노사우루스의 손쉬운 먹잇감이 되기도 했다.